# Keiner schiebt uns weg
Keiner schiebt uns weg ist ein deutscher Fernsehfilm des Regisseurs Wolfgang Murnberger aus dem Jahr 2018. Die Sozialkomödie wurde vom Schicksal der Heinze-Frauen, den weiblichen Beschäftigten des ehemaligen Foto-Unternehmens Heinze, inspiriert, die 1981 vor dem Bundesarbeitsgericht in Kassel die gleiche Bezahlung wie ihre männlichen Kollegen erstritten. Das Drehbuch zum Film erarbeiteten Sebastian Orlac und Ulla Ziemann, es erzählt von Lilli, Gerda und Rosi, drei Mitarbeiterinnen des fiktiven Gelsenkirchener Foto-Konzerns Kunze, die sich mit Hilfe von Betriebsrat, Gewerkschaft und Medien gegen die Chefetage und den Chauvinismus in den eigenen Reihen zur Wehr zu setzen versuchen.
Die Produktion der Filmpool Film- und Fernsehproduktion und von Trebitsch Entertainment entstand zwischen Juni und Juli 2018 in Köln und Umgebung. Neben den Hauptdarstellerinnen Alwara Höfels, Imogen Kogge und Katharina Marie Schubert traten unter anderem Christoph Bach, Martin Brambach und Johanna Gastdorf vor die Kamera. Bei Kritiken stieß der Spielfilm vor allem wegen der Spielfreude seiner Darsteller auf überwiegend positives Echo. Die Erstausstrahlung fand am 14. November 2018 im Rahmen der ARD-Themenwoche zum Thema Gerechtigkeit statt.

## Handlung
Gelsenkirchen, 1978. Durch Zufall entdeckt Lilli Czipowski, langjährige Mitarbeiterin bei Foto Kunze, einem Großlabor zur Bilderentwicklung, dass die weibliche Belegschaft deutlich schlechter entlohnt wird als ihre weniger erfahrenen, männlichen Kollegen. Als sie mit ihrer Empörung bei ihrem ebenfalls für Kunze tätigen Lebensgefährten Kalle (der ebenfalls weit mehr verdient als sie selber, obwohl er von ihr eingeschult worden war) auf Unverständnis stößt, sucht sie gemeinsam mit ihren Kolleginnen Gerda und Rosi Rat bei Betriebsratsmitglied Ritschi, der ihnen gewerkschaftliche Unterstützung im Kampf gegen die Chefetage und für gleichberechtigten Lohn zusagt. Entschlossen beginnt das Trio, Unterschriften zu sammeln, um eine Klage gegen ihren Arbeitgeber anzustreben.
Auch privat haben die drei Freundinnen mit allerlei Problemen zu kämpfen: Lilli erfährt, dass Kalle, der Vater ihrer beiden Kinder, eine Affäre mit einer Fotografin hat, und setzt ihn schließlich vor die Tür. Doch ohne seinen Verdienst sieht sich die Geringverdienerin plötzlich mit unbezahlten Rechnungen und einem defekten Auto konfrontiert. Rosi, die gegen den Willen ihres Mannes arbeitet, weil sie ihren Lebensstandard aufbessern möchte, pflegt unterdessen mit Mühe ihr heiles Bild vom Familienglück. Ihrer Tochter entgeht jedoch nicht, dass ihre Mutter in ihrer Abwesenheit keine Volkshochschulkurse besucht, sondern heimlich arbeiten geht. Die passionierte Sängerin Gerda versucht nach dem Tod ihres Mannes Hans wiederum, mit Gedanken an bessere Zeiten ihrem einsamen Dasein zu entkommen.
Mit ihren revolutionären Bestrebungen, sich gegen die Chefetage und den Chauvinismus in den eigenen Reihen zur Wehr zu setzen, macht sich Lilli viele Feinde. Und auch von den Frauen trauen sich viele aus Angst vor möglichen Repressalien nicht, die Unterschriftenliste zu unterzeichnen. Gerda hat dann die zündende Idee, in ihrer Stammkneipe um Unterschriften zu bitten. Mit einer emotionsgeladenen Rede wendet sich Lilli an alle Anwesenden und hat Erfolg. Schon bald sind ausreichend Unterschriften beisammen, und die Frauen sehen unter großem medialen Interesse dem Prozess auf dem Arbeitsgericht in Hamm entgegen. Wie befürchtet, wird die Klage abgewiesen. Der Arbeitgeber behauptet, die Löhne leistungsbezogen zu zahlen, wodurch sich die Unterschiede erklären würden.
Resigniert gehen die Frauen in den nächsten Tagen zur Arbeit und müssen dort nun Repressalien der Firmenleitung erfahren. Zukünftig würden ihnen nur noch leichte Arbeiten der niederen Lohngruppen zuteilwerden. Da sie nun nur noch „halbes Geld“ bekommen, zeigen sie ihrem Arbeitgeber, wie es ist, dann auch nur „halbe Arbeit“ dafür zu bekommen und reduzieren kurzerhand ihre Arbeitsleistung. Ritschi muntert Lilli zudem auf, nach der verlorenen Klage bis vor das Bundesarbeitsgericht zu gehen. Das Grundgesetz wäre auf ihrer Seite, und nur weil der Richter auf die Argumente der Frauen nicht reagiert hätte, sollten sie nicht aufgeben. Rückenwind erhalten die Frauen auch über die Presse. Durch die Negativschlagzeilen der Firma Foto Kunze springen erste Kunden ab, und niemand will mehr dort arbeiten, sodass man die offenen Stellen nicht besetzt bekommt. Daher bietet die Firmenleitung den Frauen einen Vergleich an. Doch aufgrund des öffentlichen Interesses wollen sie das Angebot nicht annehmen, sondern den Druck auf die Firmenleitung sogar noch erhöhen. Lilli geht jedoch die Kraft langsam aus. Die Schulden wachsen ihr über den Kopf, und ihr Mann zahlt kaum etwas für den Unterhalt der Kinder. Am liebsten würde sie aufgeben. Hilfe erhält sie nun von Ritschi, der ihr Geld für drei Monatsmieten gibt und sich bei der Gelegenheit als homosexuell outet.
Als Wolfgang Kessler erfährt, dass seine Frau heimlich halbtags arbeiten geht, bricht er einen Ehestreit vom Zaun, in dessen Folge Rosi auszieht und bei Gerda Unterschlupf sucht. Diese ist gerade dabei, ihrer Passion entsprechend ein Kampflied zu verfassen. Als sie merkt, dass Lilli in einer Krise steckt, übernimmt sie kurzerhand die Initiative und wendet sich ans Fernsehen. Hier können sie die Menschen direkt erreichen, und sie müssen ihnen zuhören. Vor Gericht tun dies nur die Anwälte und Richter, die dann nach ihren Vorstellungen von Gerechtigkeit entscheiden bzw. die Gesetze dann so auslegen würden. Auf dem Weg zum Fernsehsender, wo Gerda und Rosi mit einem ganzen Bus voll Mitstreiter unterwegs sind, präsentiert sie ihnen ihr Lied Keiner schiebt uns weg und weckt damit den rechten Kampfgeist in ihnen. Vor der Kamera in Konfrontation mit ihrem Firmenchef Kunze findet Gerda einfach nicht die rechten Worte, und auch Rosi ist nicht sehr redegewandt. Lilli, die im Zuschauerraum sitzt und sich das so nicht mehr mit anhören kann, meldet sich zu Wort und konfrontiert Kunze mit ihren stichhaltigen Argumenten, woraufhin dieser die Diskussionsrunde verlässt.
Ein Jahr später haben die Frauen endlich den Termin vor dem Bundesarbeitsgericht, und sie gewinnen diesmal. Allerdings haben sie nicht allzu viel davon, denn ein Jahr nach dem Urteil muss Foto Kunze Konkurs anmelden. Aber sie haben auf jeden Fall den ersten Teil des Kampfes um gleichen Lohn gewonnen. Sie wollen dran bleiben, denn Keiner schiebt sie weg.

## Hintergrund

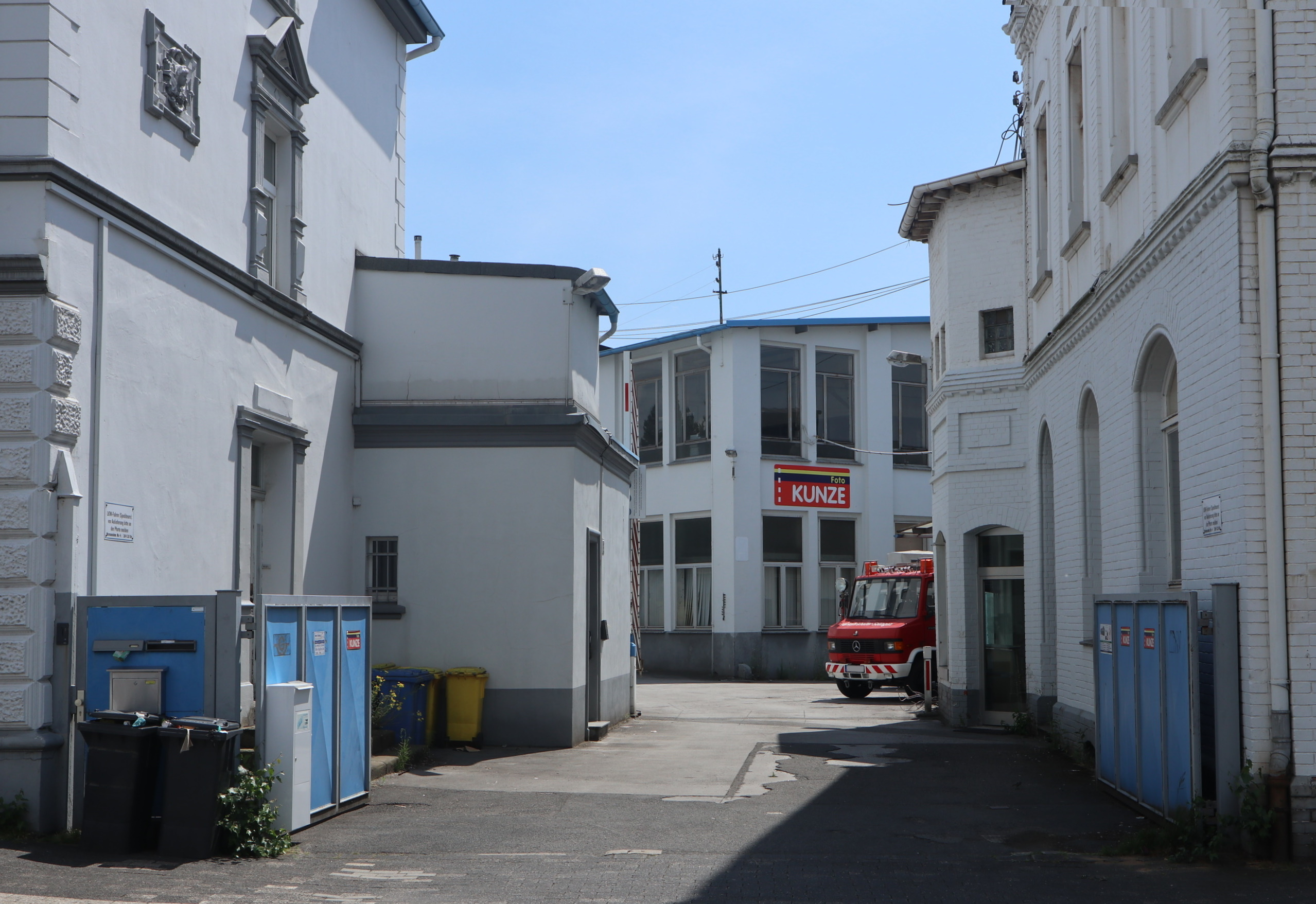
Drehort für das Foto-Großlabor Kunze: die ehemalige Stahlgießerei Grossmann in Solingen

Die Geschichte zu Keiner schiebt uns weg wurde von den als „Heinze-Frauen“ bekannten Mitarbeiterinnen eines Foto-Großlabors in Gelsenkirchen inspiriert, die 1981 Schlagzeilen machten, als sie vor dem Bundesarbeitsgericht in Kassel in dritter Instanz die gleiche Bezahlung wie ihre männlichen Kollegen erstritten. Der Fall erregte bundesweites Aufsehen, löste eine Flut von Folgeprozessen aus und gilt damit als wegweisend für die Gleichberechtigung von Frau und Mann im Berufsleben.
Sebastian Orlac, der den Film als „Heldinnen-Geschichten“ bezeichnete, nahm im Jahr 2013 die Arbeiten zum Drehbuch auf. In Produktion ging Keiner schiebt uns weg erst fünf Jahre später. Die Dreharbeiten zum Film umfassten 22 Tage und fanden zwischen dem 12. Juni und 11. Juli 2018 in Köln, im naheliegenden Ruhrgebiet und im Bergischen Land statt. Als Drehort für das Foto-Großlabor diente das Betriebsgelände der ehemaligen Stahlgießerei C. Grossmann in Solingen. Produziert wurde die Komödie von der Filmpool Film- und Fernsehproduktion und Trebitsch Entertainment im Auftrag des Westdeutschen Rundfunks (WDR) und der ARD.

## Kritiken
Christopher Schmitt von Quotenmeter befand, dass die Produktion „durch ihr Gespür für die Mentalität des Ruhrpotts und ein starkes Drehbuch zu überzeugen“ wisse. Keiner schiebt uns weg verzichte „ganz bewusst auf ein Gag-Feuerwerk, was dem ernsten Thema auch nicht gerecht geworden wäre“, wobei das Drehbuch „durch die starken schauspielerischen Leistungen zum Leben erweckt“ werden würde: „Alwara Höfels scheint die Rolle der taffen, lauten und pragmatischen Lilli auf den Leib geschrieben. Die besten Sprüche des Films sind zu Recht ihr vorbehalten. Karsten Antonio Mielke und Martin Brambach überzeugen in ihren Rollen als Ruhrpott-Machos, denen all die Frauenpower um sie herum zunehmend unheimlich wird. Beide Darsteller beweisen ein sehr feines Gespür für Timing. Der laute Charakter des Films wird durch eine sehr präsente diegetische und außerdiegetische musikalische Untermalung verstärkt“.

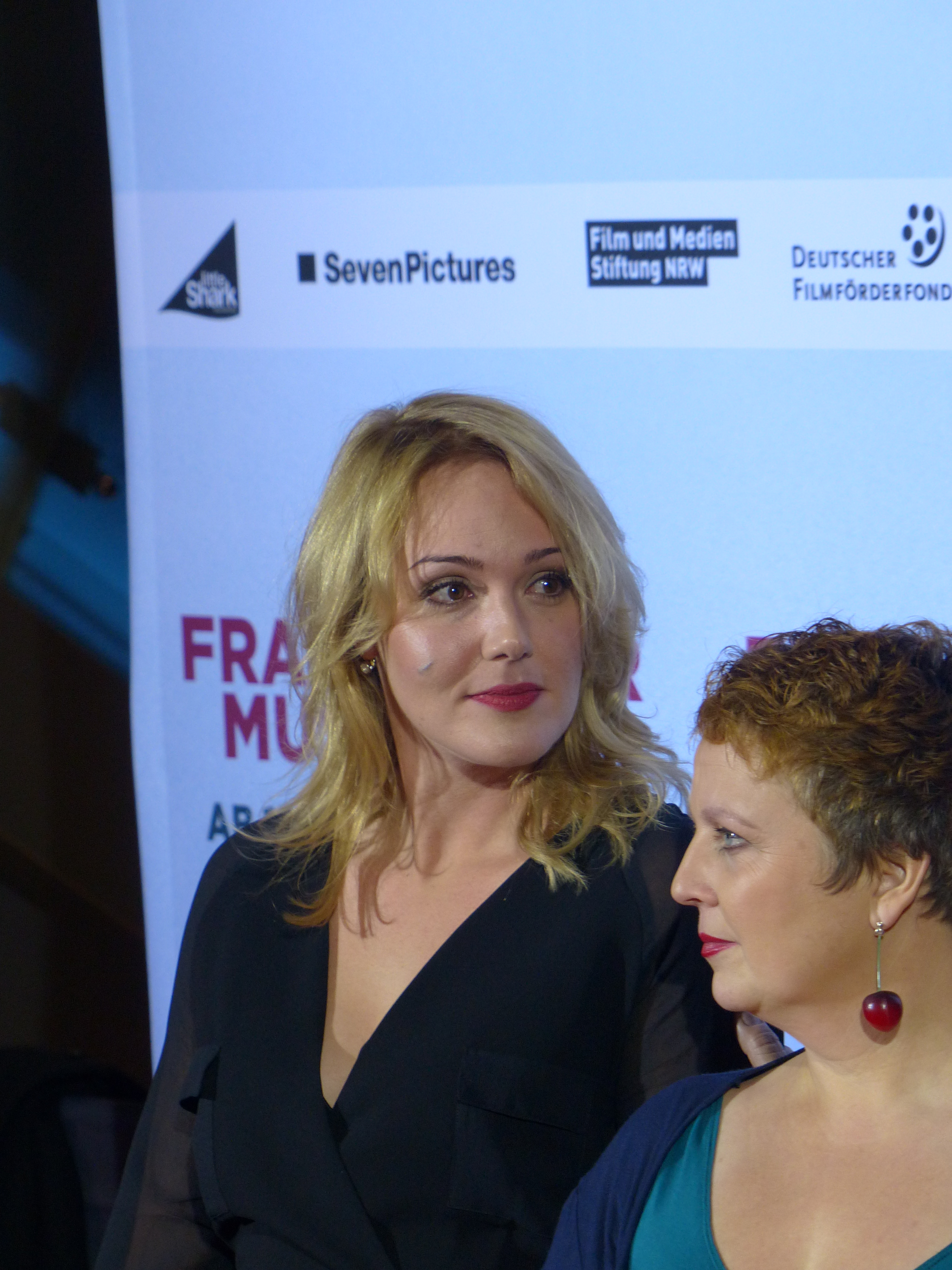
Alwara Höfels erhielt positive Kritiken für ihre Darstellung.

 „Keiner schiebt uns weg entblättert zunächst einen nostalgischen Ruhrpottgefühl-Bilderbogen. Das wirkt authentisch dargestellt und ist im Großen und Ganzen erstaunlich unterhaltsam für ein so sprödes unerledigtes Thema wie‚ gleiche Bezahlung für gleiche Arbeit“, urteilte Heike Hupertz von der Frankfurter Allgemeinen Zeitung und schrieb: „Als nostalgisches Stück von zeithistorischer Bedeutung geht Keiner schiebt uns weg auch gut durch. Gegen Ende macht die WDR-Produktion aber überdeutlich, dass sie auch zukunftsweisend sein will. Mit moderner Arbeitswelt (Stichwörter Industrie 4.0 und Digitalisierung) jedoch hat dieser ausschließlich auf die Solidarität der Arbeiterklasse, auf Betriebsrat und Gewerkschaft setzende Film genauso viel zu tun wie die sozialromantischen Vorstellungen auf einem SPD-Parteitag mit der aktuellen Realität. Naiv, aber immerhin gut gemeint“.
Rainer Tittelbach schrieb in seiner Rezension für Tittelbach.tv, dass man als Zuschauer möglicherweise etwas Zeit brauche, „um sich in den Film einzufinden“. Das klappe umso „leichter, je mehr die Charaktere Konturen gewinnen und der Kleine-Leute-Sprech hinter die Geschichte(n) zurücktritt. Mit der 1A-Besetzung sind die Bedenken, es hier nur mit bekannten Pott-Klischee-Typen zu tun zu bekommen, schnell ausgeräumt. Besonders Alwara Höfels als Kumpel von nebenan dürften in dieser Rolle die Wellen der Sympathie entgegenschlagen. Klug, die Geschichte als Dramödie zu erzählen, immer mit einem kleinen Augenzwinkern; so kommt keine peinliche Sozialromantik auf. Das Rechtsstreit-Motiv besitzt zwar eine geringe dramaturgische Variationsbreite, doch das wird durch die Dialektik von Politik und Privatheit und die Tiefe der Charaktere wettgemacht“.

## Erfolg
Keiner schiebt uns weg feierte am 14. November 2018 im Rahmen der ARD-Themenwoche zum Thema Gerechtigkeit im Ersten Erstausstrahlung. Mit 13,4 Prozent Marktanteil bei insgesamt 3,96 Millionen Zuschauern war der Spielfilm hinter der ZDF-Fernsehreihe Aktenzeichen XY … ungelöst die zweitmeistgesehene Produktion zur Hauptsendezeit.